# Gynoplistia speciosa
Gynoplistia speciosa är en tvåvingeart som beskrevs av Edwards 1923. Gynoplistia speciosa ingår i släktet Gynoplistia och familjen småharkrankar. Inga underarter finns listade i Catalogue of Life.